# Ekerö sommarstad
Ekerö sommarstad – miejscowość (tätort) w Szwecji, w regionie administracyjnym (län) Sztokholm, w gminie Ekerö.
Według danych Szwedzkiego Urzędu Statystycznego liczba ludności wyniosła: 616 (31 grudnia 2015), 614 (31 grudnia 2018) i 603 (31 grudnia 2019).